# 關帝廟

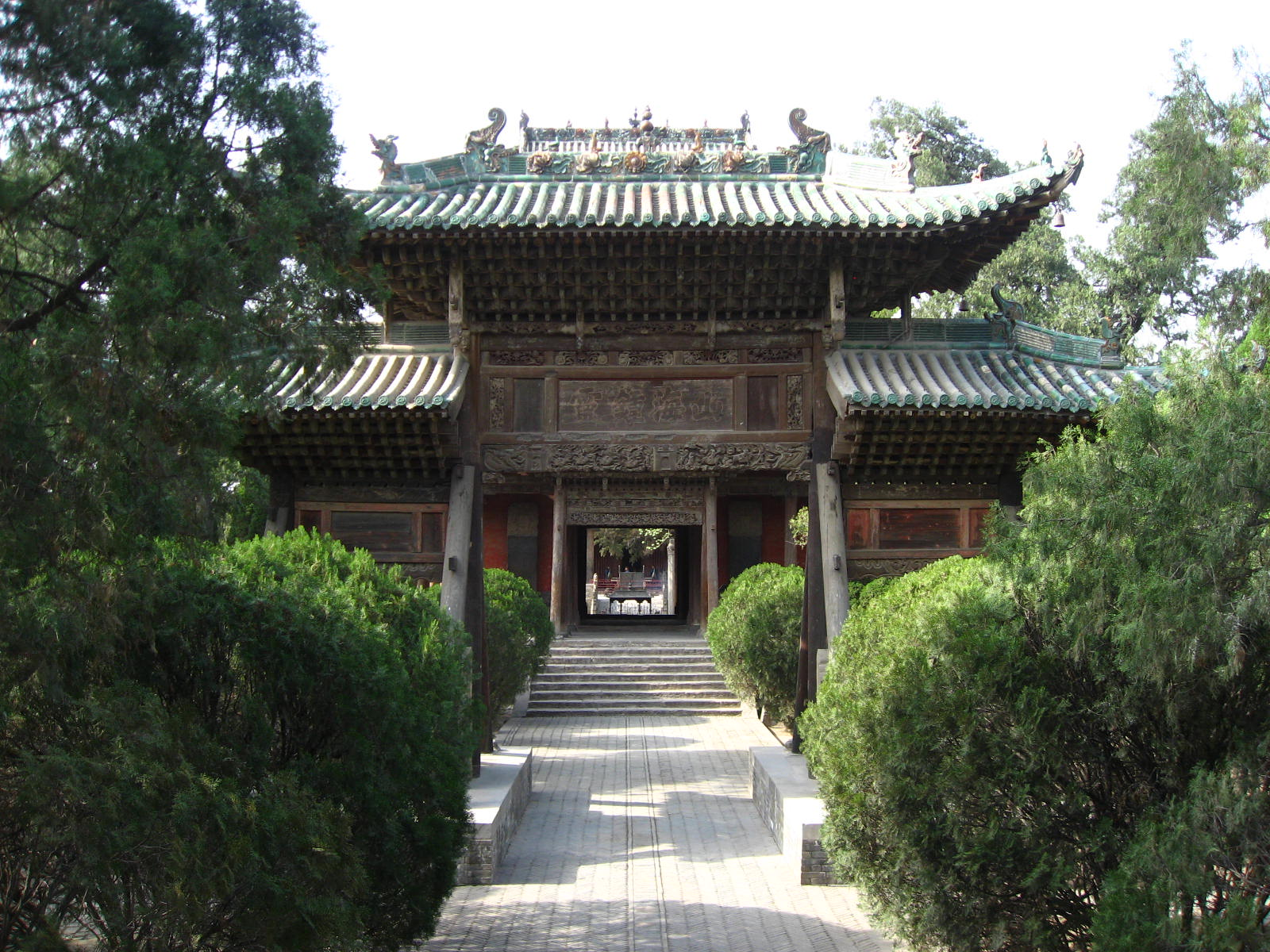
解州關帝廟

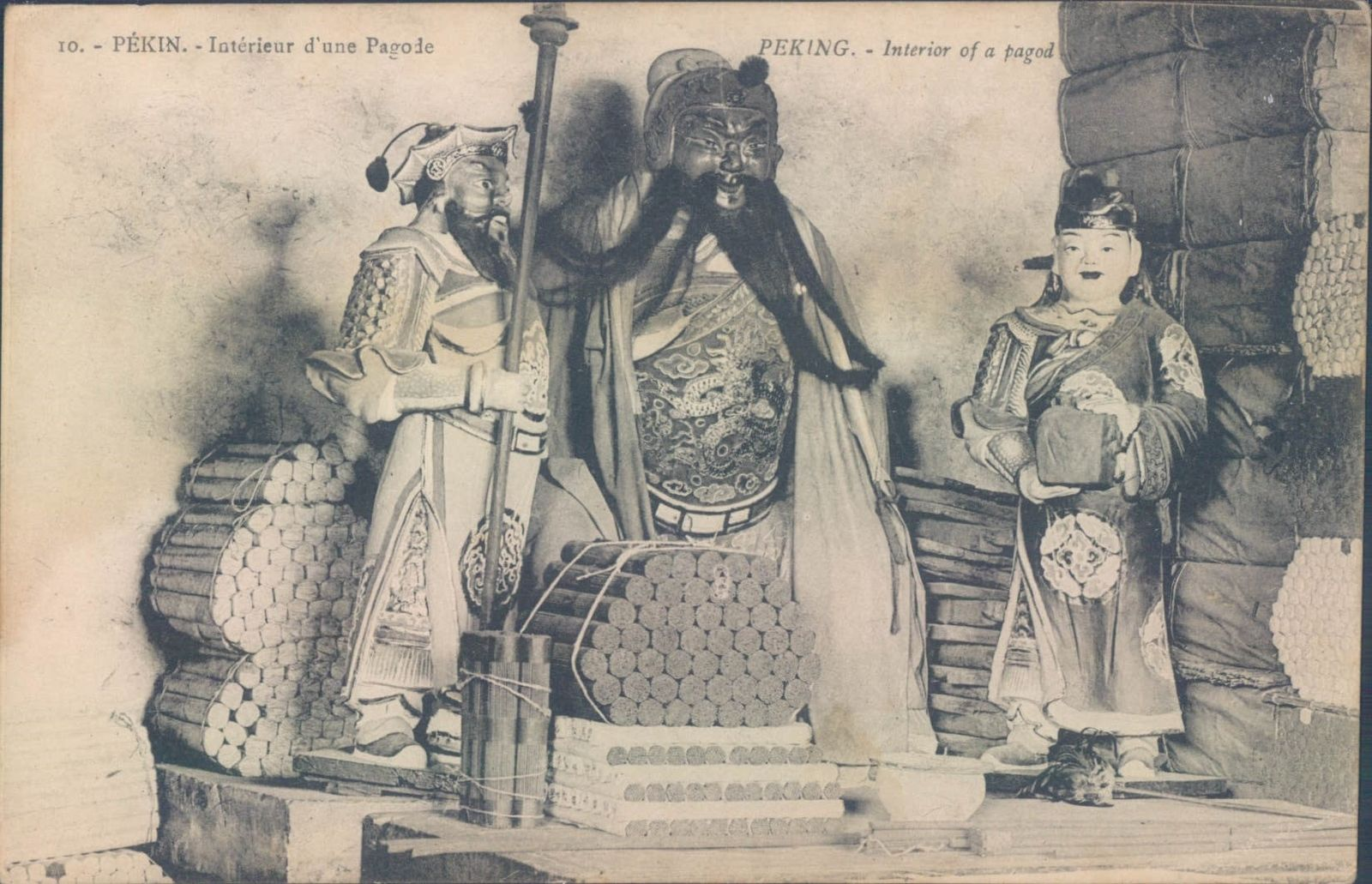
关公居中，周仓持刀，关平捧印。摄于20世纪初北京某关帝庙

關帝廟，又稱武廟、武聖廟、文衡廟、協天宮、恩主公廟等，是祭祀中國三國時代將領關羽的祠廟。而關帝之稱來自明朝皇帝授予關羽的「關聖帝君」封號。關羽為中國佛教、道教神明、圣贤中最多祠廟的一位。關帝廟不僅遍佈中國大陸、港澳及臺灣，且在漢字文化圈內各地區包括朝鮮半島、日本、越南等，以至南洋地區如馬來西亞、柬埔寨、印尼等地也有供奉。今日僅在中國大陸老北京城裏，就有一百多座專供或兼供關公的廟宇。每年關公節都會有多間武館到那表演。

## 關帝祠廟之起源

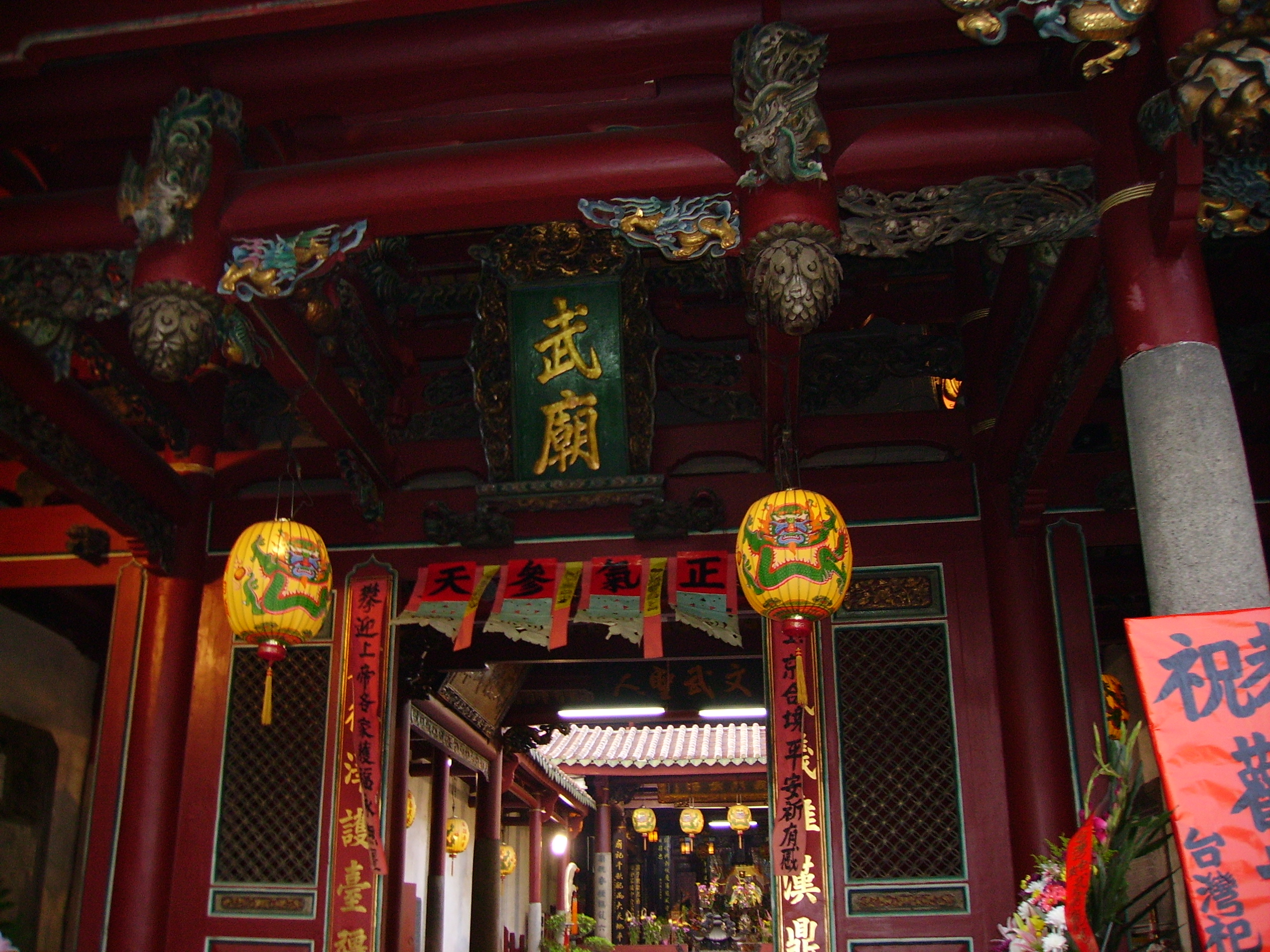
武廟

中國古代祭祀的戰神本是「兵主」蚩尤。就公家的祭祀言，唐初開始便有武廟，但主祀的是周朝的政治人物兼將領姜子牙，而關羽則為從祀。至遲宋朝末年，民間供奉關羽的廟宇已經「郡國州縣、鄉邑間井皆有」。北宋宣和四年（1122年）重修的山西阳泉关王庙，被认为是中国现存最早的关王庙。元代朝廷對各種宗教信仰兼收並蓄，因此民間對關羽的崇信有增無減，元朝皇帝也曾遣使致祭。明清以降，供奉關羽的廟宇已遍佈中國各地。由于民间传说關羽死后“头在洛阳，身在当阳，魂归故鄉”，因此在洛阳、当阳及故里解州有规模较大的關帝庙，其中解州關帝庙规模最大。
清代，軍隊對關羽的崇拜達到極盛。不僅在關內各省，在藩部各地凡有八旗、綠營駐軍之處，也普遍修建關帝廟。蒙古庫倫、科布多城、乌里雅苏台城，新疆伊犁、乌鲁木齐，西藏拉萨等地都建有關帝廟供军队祭祀。在拉萨，關帝信仰与格薩爾融为一体，因此帕玛日关帝庙又被藏人称为格薩爾拉康。
因為關羽不僅受到儒家的崇祀，同時又受到道教、佛家的膜拜，所以關羽是橫貫儒、道、佛三大中國教派的神祇。但其中以儒家的關羽體現更多關羽的本色。
隨著關羽地位變得顯赫，關羽更被尊稱為「武王」、「武聖人」，與孔子並肩而立，有山西夫子之稱。也正因為關羽如此顯赫，除了軍人、警察、武師，奉他為行業神崇拜外，就連描金業、煙業、香燭業、教育業、命相家等等不相干的行業也推崇關羽，所以也將他變成武財神，又是五文昌之一，稱為文衡聖帝、文衡帝君。
扶鸞信仰中，有所謂的「恩主」信仰，「恩主」是「對民有恩的主神」，另說是「救世主」的意思。台灣一般所謂的「恩主」共有關羽、呂洞賓、張單、王善、岳飛。而關羽為「五恩主」之首，所以台灣一般民眾亦稱關羽為「恩主公」，也因此順勢稱關帝廟為「恩主公廟」。

## 從祀
- 關平（關平太子）
- 周倉（周倉將軍）
- 赤兔馬

## 各地關帝廟

### 原清朝版圖內

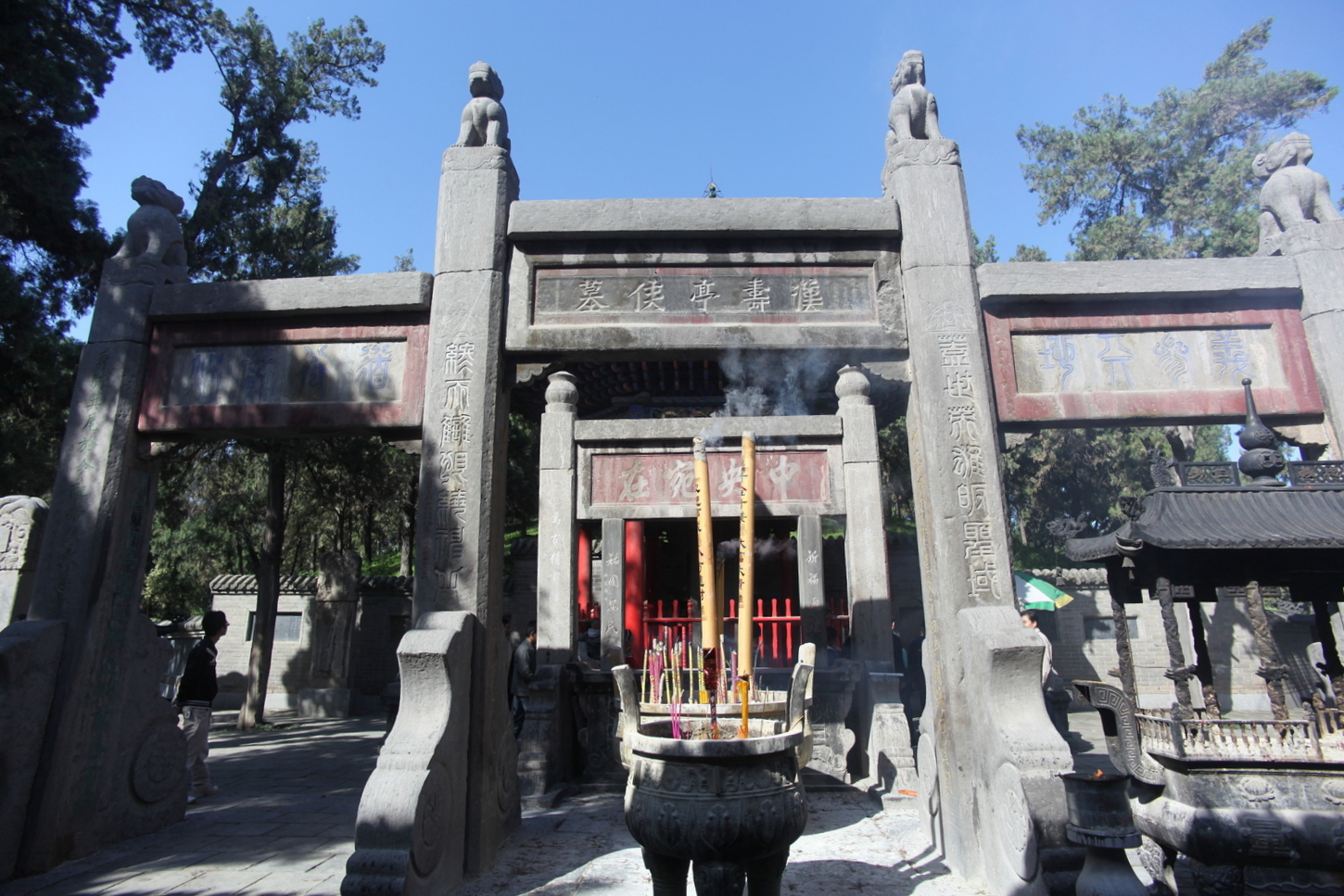
洛阳关林

依托關帝古陵建成的廟殿：河南洛陽關林，厚葬關羽之首，這裏漢稱“關冢”，明稱“關王廟”，清道光年間始稱“關林”。林內翠柏森森，造像高大，關帝古林高10米，占地250多平方米，是海內外朝拜者心中的聖地。
當陽關陵位于當陽市城區西2公里處，是中國歷史上蜀漢名將關羽的陵墓。史載，當陽關陵是埋葬關羽身軀的地方，故當地民間流傳有“頭枕洛陽，身臥當陽”之說。關陵，原稱“大王冢”，墓建于東漢末年。南宋淳熙十年（1183年），襄陽太守王铢在墓前修築祭亭。明代成化三年（1467年）始建廟宇。群體建築則落成于明嘉靖十五年（1536年）。關陵，占地45000平方米。采用中軸對稱式帝陵規制，中軸線上，有八座古代建築物，依次是神道碑亭、“漢室忠良”石牌坊、三元門、馬殿、拜殿、正殿、寢殿、陵基。兩旁有華表、鍾樓、鼓樓、碑廊、齋堂、來止軒、聖像亭、伯子祠、啓聖宮、佛堂、春秋閣等。正殿大門上方有清同治皇帝禦筆“威震華夏”金字匾額壹塊。
荊州關帝廟雄踞在荊州古城的南紀門內。史料記載：這裏曾是蜀漢大將關羽鎮守荊州的府邸故基，關羽曾在這裏運籌帷幄，總督荊襄九郡諸事十年有余，留下了許多可歌可泣的英雄事迹。關羽死後，這裏成了他後裔世襲江陵的襲地。到了明洪武二十九年（公元1396年），荊州城最早、最大的關廟在這裏建成，後因種種原因，古殿宇毀失殆盡。現在大家看到的關帝廟是1987年，經原江陵縣人民政府及國家旅遊局籌資，按清乾隆縣志載古關廟建築布局圖樣在原關廟遺址上複建的。
解州關帝廟：山西運城市解州鎮常平村，是關羽家鄉，鄉人依祖墳立廟，稱“關王故里”，關帝殿、娘娘殿、聖祖殿簇擁在青煙翠柏之中。從關王故里西行10公里 ，有解州關帝廟，因廟貌古樸宏麗，且佔地 200余畝，被譽爲“武廟之祖”。
东山关帝庙：位于中国福建省东山县铜陵镇岵嵝山东麓，又常称为铜陵关帝庙、铜陵武庙，是台湾众多关帝庙挂香分灵入台的祖庙。

#### 潮汕

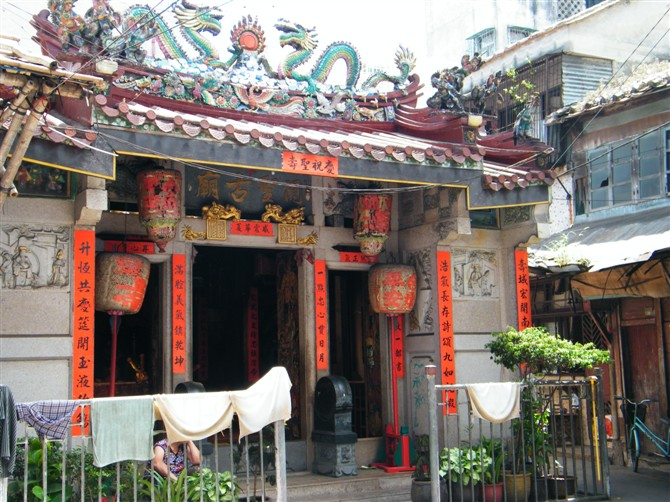
汕頭達濠廠前街關爺宫 2009.7.29

在廣東潮汕，關帝廟俗稱作關爺宮。關羽是忠義勇武的象徵，同三山國王、雙忠一樣具有守護一方平安的功能。

#### 山东
- 青岛市崂山区仰口关帝庙，第七批全国重点文物保护单位崂山道教建筑群之一

#### 四川
- 仪陇县芭蕉乡关帝庙31°18′50″N 106°43′45″E / 31.313799°N 106.729150°E

#### 廣東
- 江門市鶴山共和鎮大凹關帝廟
- 佛山市三水市芦苞关夫子庙

#### 香港
在香港，雖然警察與三合會成員是對立的，但都推崇、尊敬關羽，稱他為「關二爺」、「關二哥」、「關公」、「關帝」等。他們相信，關公是會保衛盡忠盡義之人，所以雙方都不認為存在信仰上的衝突。
而香港也建有不少的祠廟供奉關羽，以香港上環的文武廟最為有名。

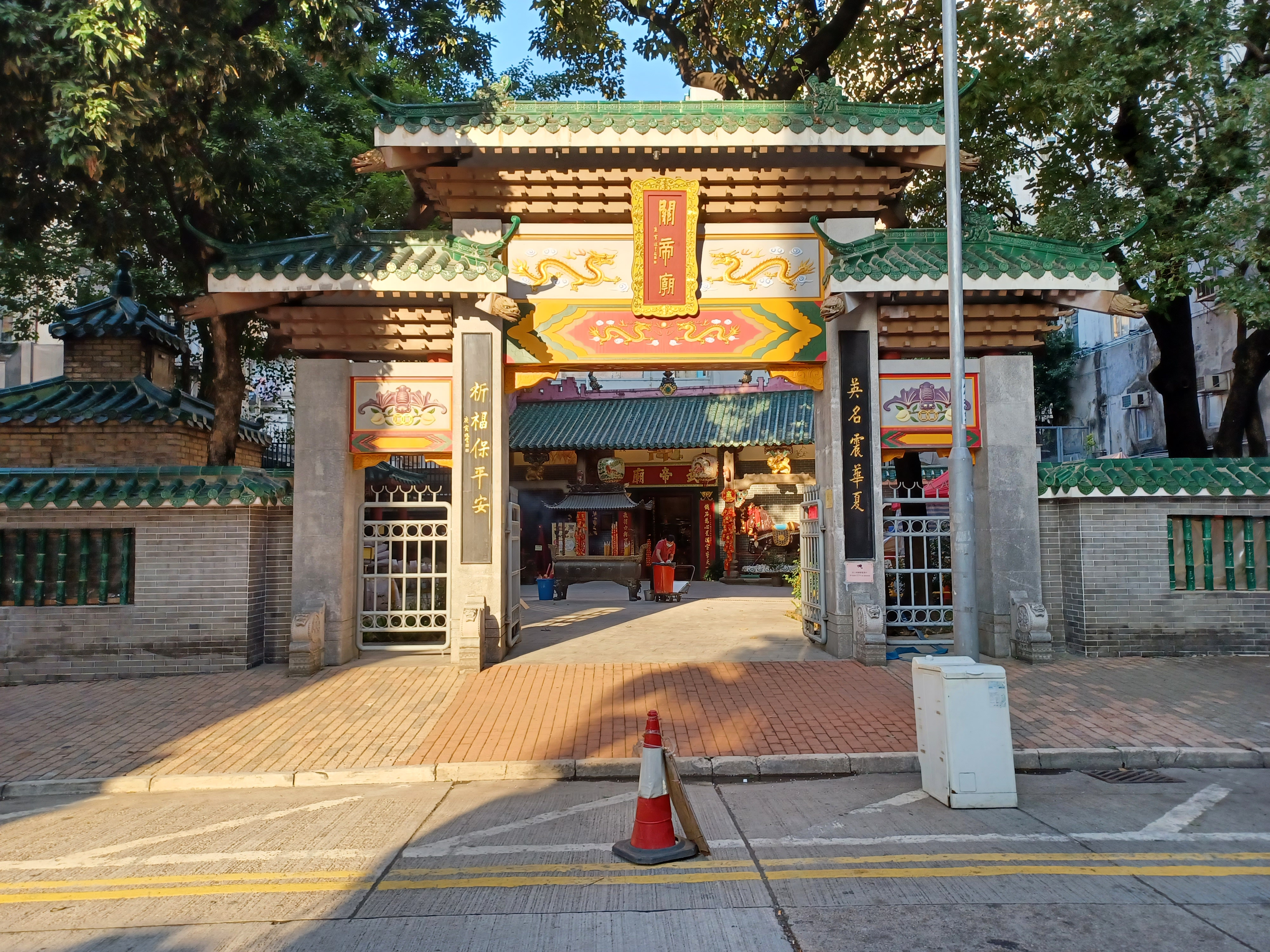
深水埗關帝廟

其他關帝廟：
- 旺角關帝廟
- 沙頭角南涌協天宮
- 深水埗武帝廟
- 蓮麻坑關帝宮
- 荔枝窩協天宮
- 元朗輞井圍玄關帝廟
- 元朗舊墟玄關二帝廟
- 屯門掃管笏關帝廟
- 大埔樟樹灘協天宮古廟
- 西貢關帝古廟
- 荃灣關帝廟
- 大澳關帝廟
- 長洲關公忠義亭

#### 澳門
早期澳門的商人在三街會館奉祀關帝。

#### 臺灣

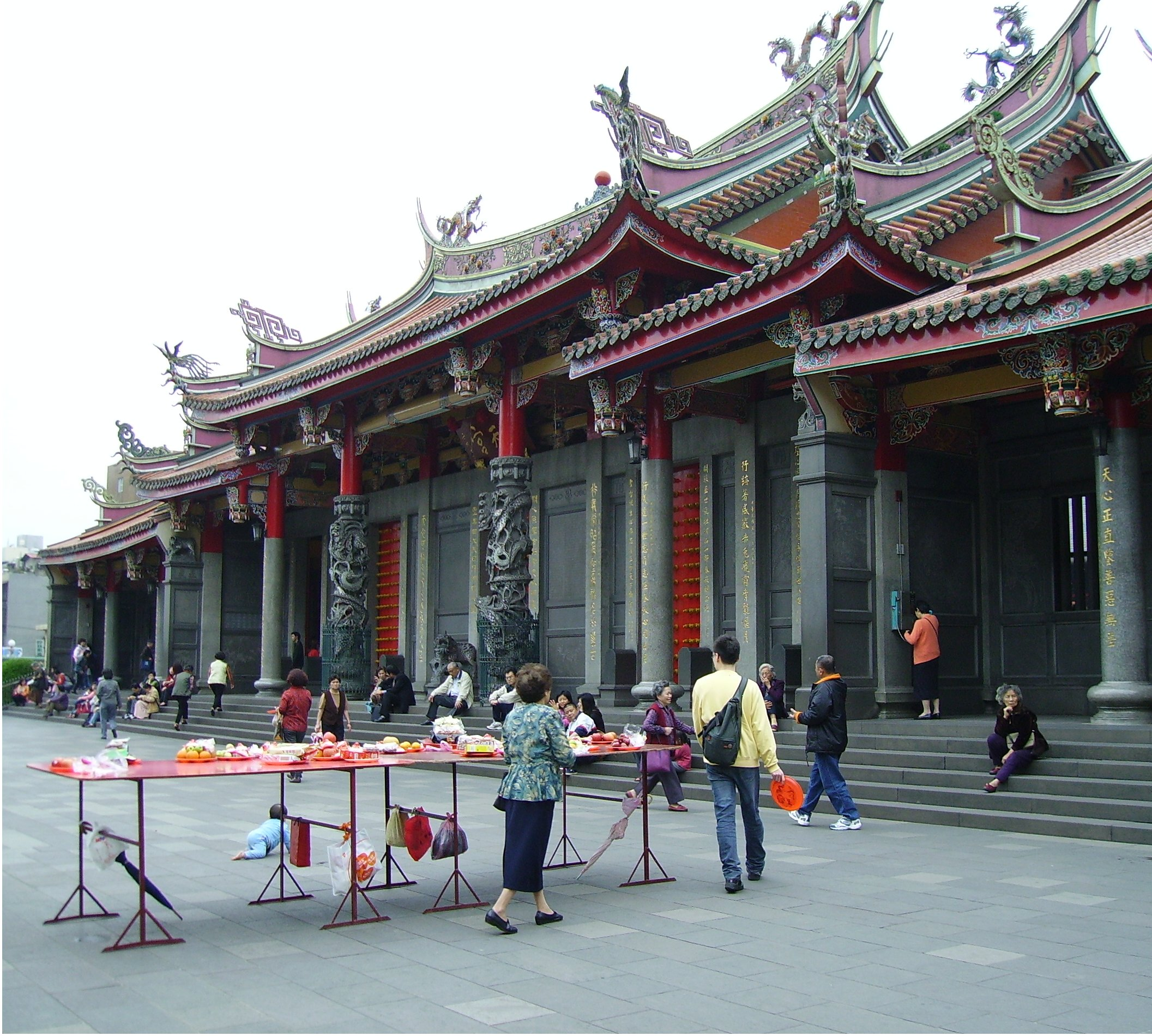
台北行天宮

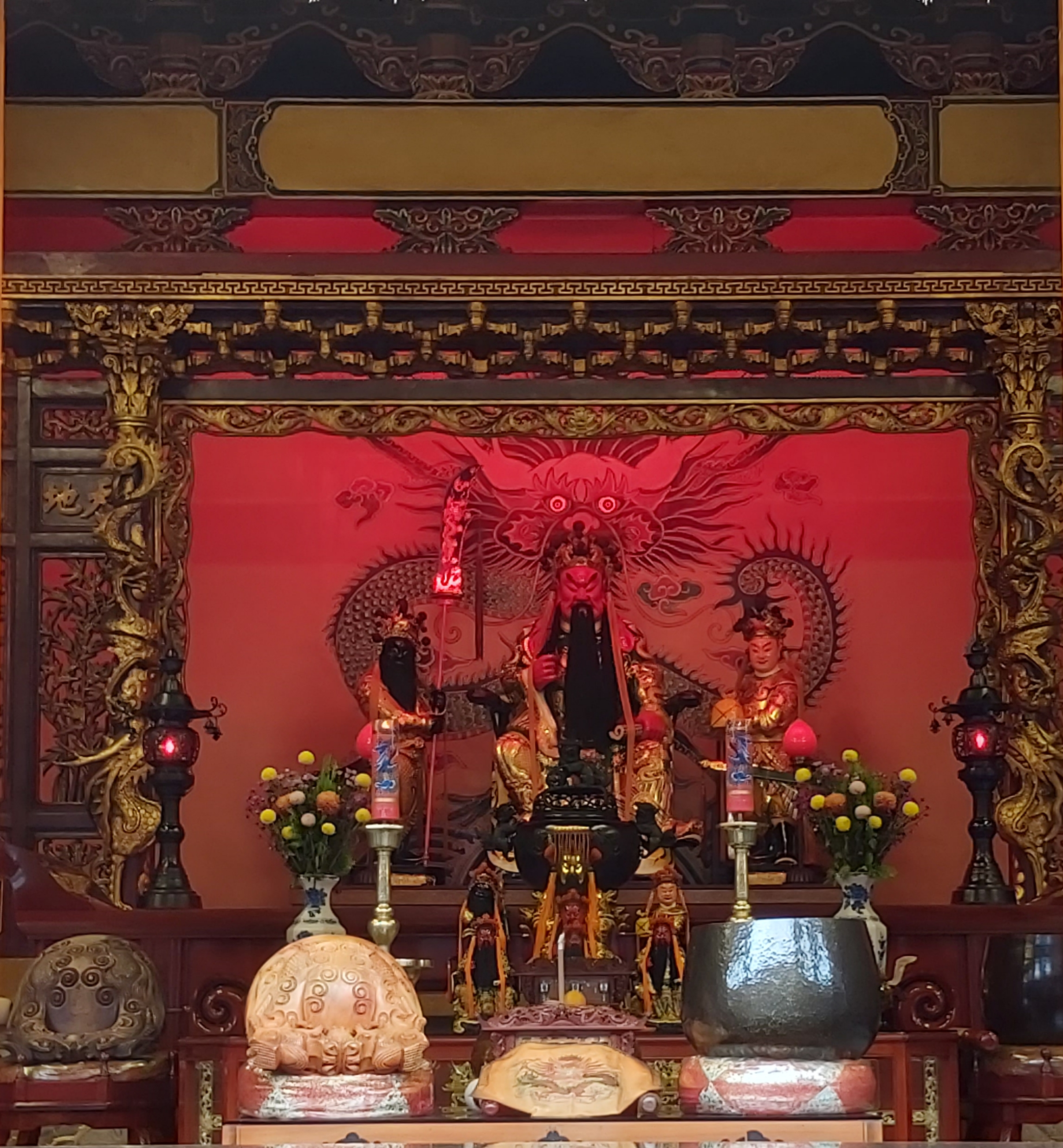
北投行天宮

在台灣，祭祀關羽的廟宇也相當普遍，除了以往官建的臺灣祀典武廟、道署關帝廳、臺南關帝殿、移民或鄉里所立的關帝廟、私人所立的神壇將關羽作為主祀外，也有稱為恩主公廟的大型關帝廟，如台北市行天宮等。
所謂的「恩主」是扶鸞信仰的名詞，也就是「救世主」的意思。台灣所謂的恩主神祇一般有關羽，呂洞賓，張單，王善，岳飛等神。因為五恩主以關雲長為首，因此台灣一般民眾亦直稱關雲長為恩主公，也因此順勢稱關帝廟為「恩主公廟」。
臺灣許多地名源起關帝廟，現存者例如關廟區（臺南市）等。

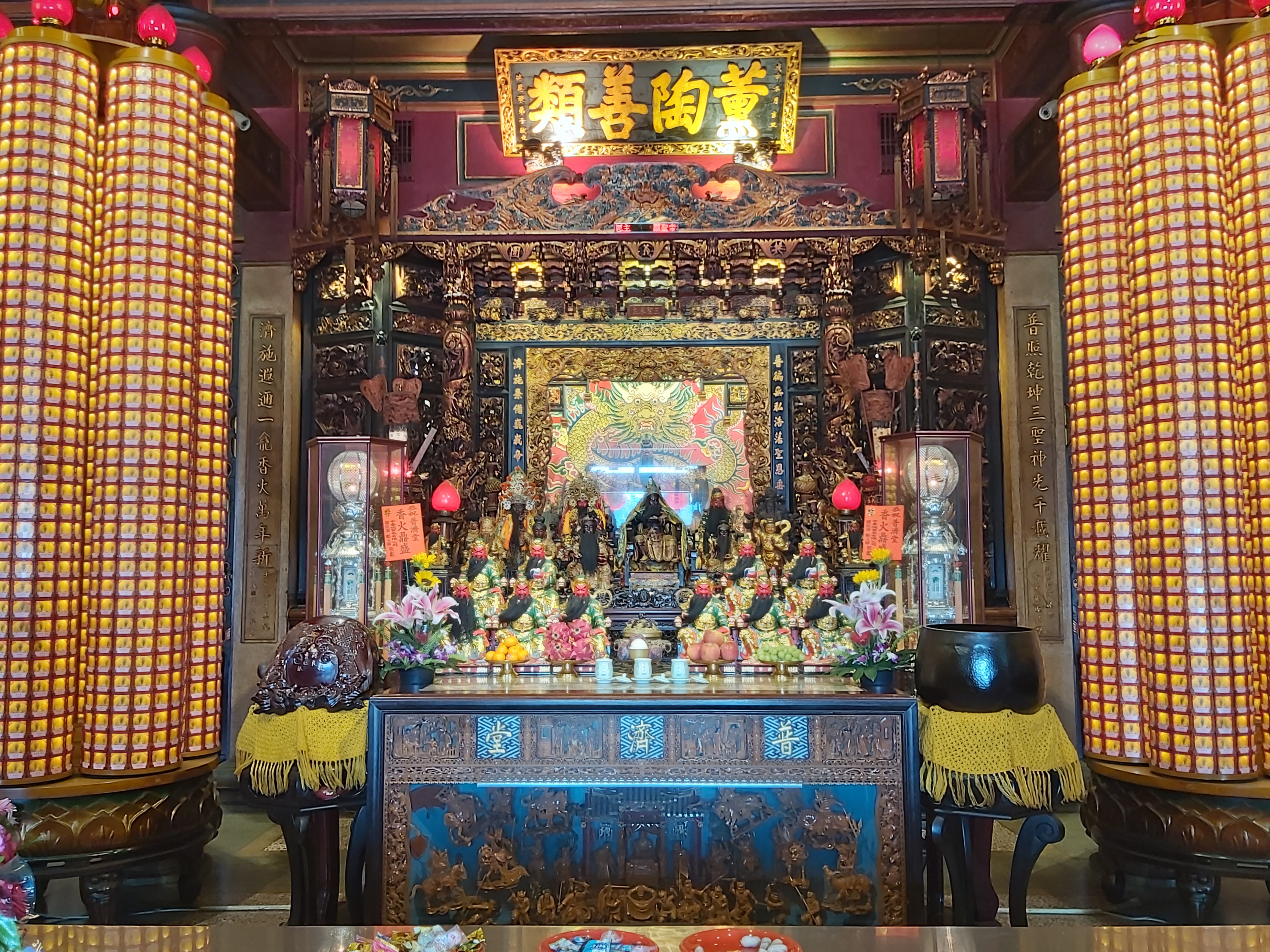
大溪普濟堂

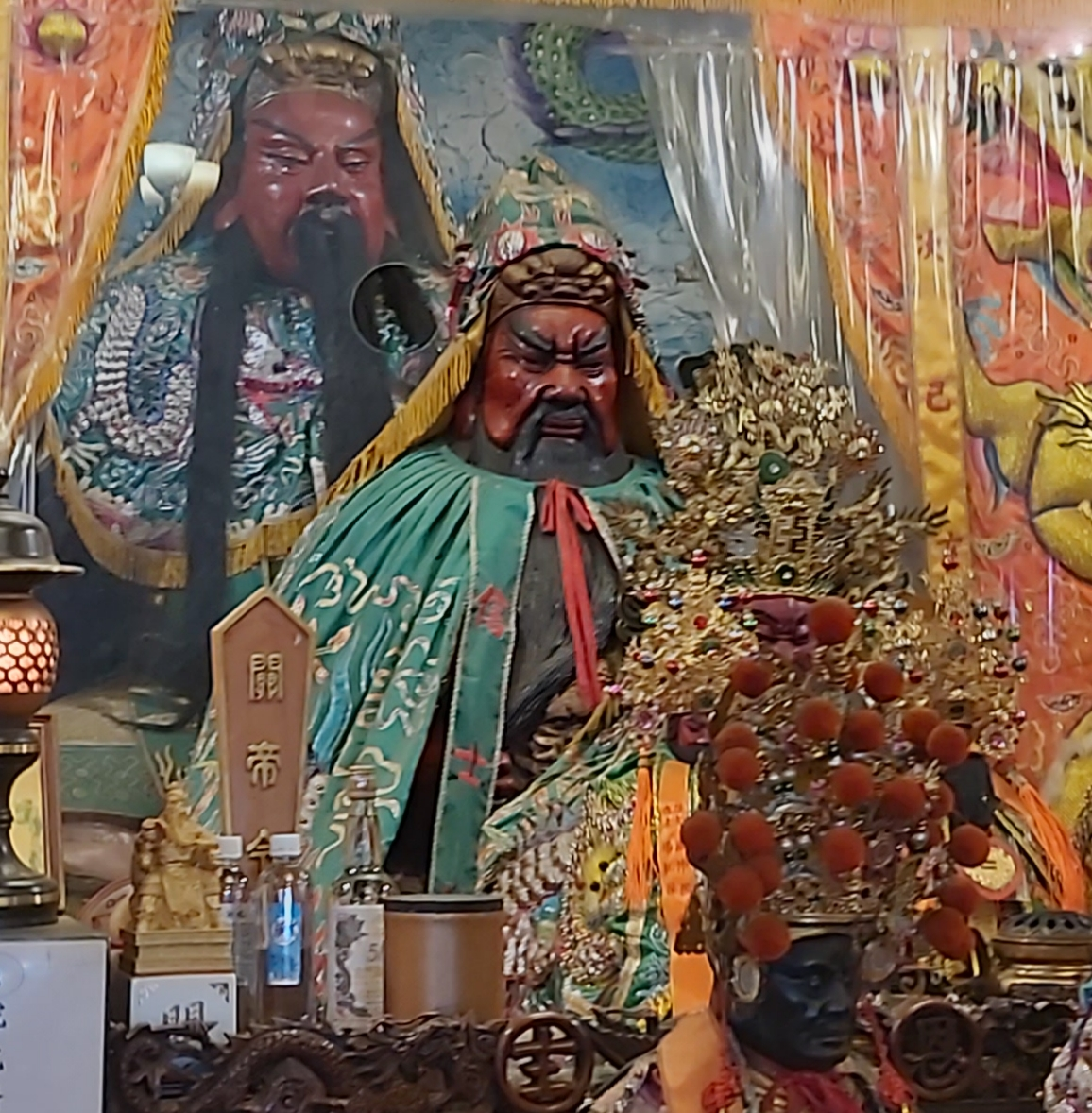
古奇峰普天宮正殿關帝聖像

著名廟宇：
台北市
- 台北行天宮
- 北投行天宮
- 大同區協天宮
- 信義區承天武聖廟

新北市
- 新莊區協聖宮
- 新莊武聖廟
- 淡水區行天武聖宮
- 三峽行修宮
- 瑞芳區金瓜石勸濟堂
- 瑞芳區九份聖明宮
- 瑞芳區九份明聖宮

桃園市
- 大溪普濟堂
- 桃園明倫三聖宮
- 桃園威天宮
- 桃園關帝廟
- 龍潭南天宮

宜蘭縣
- 頭城協天宮
- 礁溪協天廟
- 羅東協天宮

新竹市
- 新竹關帝廟(武聖廟)
- 古奇峰普天宮

新竹縣
- 竹東鎮玉泉山普照宮
- 竹東鎮協天宮
- 新埔鎮蓮華山三聖宮
- 芎林鄉飛鳳山代勸堂

苗栗縣
- 苗栗市玉清宮
- 苗栗市西山聖帝廟
- 通霄鎮東龍宮
- 通霄鎮通天宮
- 南庄鄉獅頭山勸化堂
- 三義鄉關聖宮
- 大湖鄉萬聖宮

南投縣
- 日月潭文武廟
- 國姓鄉楞嚴宮
- 竹山鎮克明宮

台中市
- 臺中南天宮
- 台中醒修宮

彰化縣
- 彰化關帝廟
- 鹿港南靖宮
- 員林廣天宮

雲林縣
- 四湖鄉參天宮
- 四湖保長湖保安宮
- 斗六市南聖宮
- 斗六市溪子底慈天宮
- 二崙鄉國興宮
- 斗南鎮贊天宮感化堂 （页面存档备份，存于）

嘉義縣
- 嘉義南開宮
- 嘉義嘉邑鎮天宮
- 大林聖賢宮
- 水上鄉粗溪關帝廟
- 太保慧明社醒善堂
- 笨港協天宮
- 朴子春秋武廟

台南市
- 白河區馬稠後關帝廟
- 關廟山西宮
- 鹽水區鹽水武廟
- 鹽水區大豐南天宮青峰寺
- 中西區開基武廟
- 臺灣祀典武廟
- 臺南後甲道署關帝殿
- 台南東區南天宮
- 台南八吉境道署關帝廳
- 麻豆區文衡殿
- 臺南關帝殿
- 漚汪文衡殿
- 臺南金華府

高雄市
- 梓官區同安宮
- 梓官區義氣堂
- 大樹區東照山關帝廟
- 鼓山區大義宮
- 鳳山區赤山文衡殿
- 鳳山區鳳邑鎮安宮
- 楠梓區亙古堂
- 岡山區大莊里關帝宮
- 旗山區文武廟
- 鼓山區內惟啟安堂
- 左營區啟明堂
- 苓雅區高雄關帝廟
- 苓雅區高雄意誠堂
- 苓雅區五塊厝關帝殿
- 鹽埕區文武聖殿
- 前鎮區鎮南宮
- 高雄鼎金聖何宮
- 鳳山區五甲協善心德堂
- 鹽埕區高吉武聖殿
- 新興區高雄明聖殿
- 旗津區東沙群島東沙大王廟

屏東縣
- 屏東聖帝廟
- 車城統埔鎮安宮
- 東港鎮靈宮

台東縣
- 臺東鹿野協天宮
- 鹿野鄉協天宮
- 台東市東凌宮
- 東河鄉東安宮
- 東河鄉龍山宮
- 卑南鄉太平文衡殿
- 長濱鄉鎮濱宮

花蓮縣
- 花蓮聖天宮
- 花蓮玉里協天宮
- 花蓮鳳林壽天宮

澎湖縣
- 澎湖縣西嶼大義宮
- 烏崁靖海宮

金門縣
- 金城鎮後浦武廟
- 金湖鎮關聖帝廟
- 金湖鎮忠義廟
- 烈嶼鄉烈嶼青岐關聖太子廟
- 烈嶼鄉關帝廟

連江縣
- 東引鄉南澳關帝廟

#### 西藏
- 拉薩關帝廟（格薩爾拉康）

#### 新疆
- 伊犁惠遠城關帝廟

#### 蒙古
- 庫倫格斯爾廟
- 科布多城關帝廟

### 周邊國家

#### 日本

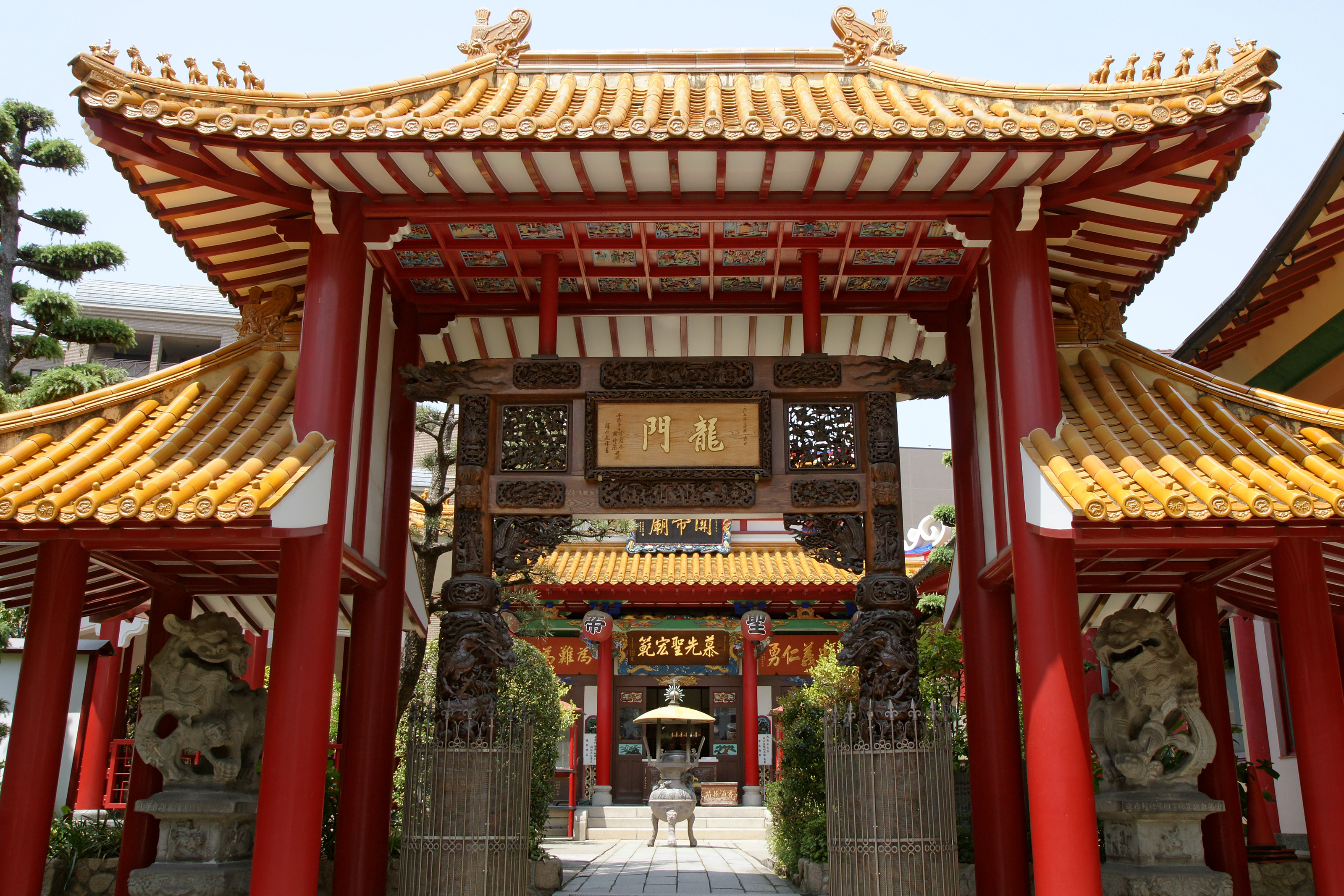
神户關帝廟

而據小松田直《圖解世界史》，在日本也有為數眾多的關帝廟，奉關羽為學問與生意之神。
- 神户關帝廟
- 横滨關帝廟
- 长崎關帝堂
- 函館中華會館
- 大阪清壽院
- 東京媽祖廟
- 那智勝浦瀧見寺關帝廟
- 久米村天尊廟
- 京都宇治市萬福寺

#### 朝鮮半島
- 東關王廟
- 南關王廟

#### 柬埔寨
- 柬埔寨潮州会馆協天大帝庙（关帝庙）

- 柬埔寨福建会馆关帝庙

- 柬埔寨关平庙

#### 越南
- 義安會館
- 福安會館

#### 泰国
- 北碧府敕赐庆寿寺关帝庙
- 宋卡三灵殿（关圣帝君庙）

#### 马来西亚
- 吉隆坡關帝廟，成立於1887年
- 關帝古廟, Batu Gajah, Perak，成立於1896年
- 吉蘭丹話望生關帝廟, Gua Musang, Kelantan，成立於1952年
- 吉隆坡焦賴星安廟，Kajang, Selangor
- 聚星堂關帝廟, Kuala Lumpur
- 巴生關順宮, Klang, Selangor
- 仁嘉隆铜锣廟, Jenjarom, Selangor
- 沙白安南河畔關帝廟, Sabak Bernam, Selangor
- 忠義廟, Batu Caves, Selangor
- 新山淡杯關帝廟, Tampoi, Johor Bahru
- 大學城關帝廟, Taman Universiti, Johor Bahru
- 关丹關帝廟
- 双溪吉流關帝廟

#### 新加坡
- 忠义庙（新加坡女皇镇最古老的道教庙宇）
- 鳳圖廟
- 通淮廟
- 忠義廟
- 觀音關帝宮
- 龍合山七寨廟
- 三中宮（蔡厝港聯聖宮）
- 天雲廟（蔡厝港聯聖宮）
- 順龍廟（油池村聯合廟）
- 關雲殿（蔡厝港聯合殿）
- 蔡厝港關帝廟（蔡厝港聯合殿）
- 七寨廟（七寨龍泉廟）
- 南關宮（芽籠聯合宮）
- 忠義館（忠義天明廟）
- 聚善堂（聚善華山宮）
- 關帝廟（忠邦聯合宮）
- 鎮南廟（義順鎮聯合廟）
- 元龍聖廟（義順鎮聯合廟）
- 萬興山崇義廟（盛港聯合廟）
- 萬國山忠義廟（惹蘭加油聯合廟）

#### 印尼
- 棉蘭關帝廟
- 邦加烈港關帝廟

#### 東帝汶
- 關帝廟

### 其他
- 澳洲墨爾本協天宮 （Melbourne Teochew Guan Di Temple）
- 澳洲墨爾本四邑會館關帝廟（Melbourne See Yup Guan Di Temple）
- 加州門多西諾武帝廟（Temple of Kwan Tai）
- 舊金山中國城岡州古廟（Kong Chow Temple）
- 洛杉矶中国城潮州会馆关帝庙[3]
- 加拿大本拿比天金堂[4]

## 外部連結
- 關帝閣 （页面存档备份，存于）
- 關公網
- YouTube上的關雲長千里走單騎(song)

- 大阪 関帝廟 （页面存档备份，存于）
- 中華会舘（神戸 関帝廟） （页面存档备份，存于）
- 横浜中華街 関帝廟 （页面存档备份，存于）

| 蜀汉五虎將                          |
| ----------------------------------- |
| 关羽 \| 张飞 \| 马超 \| 黄忠\| 赵云 |